# Alexander Warrikoff
Alexander Warrikoff (* 14. Mai 1934 in Łódź; † 11. November 2020) war ein deutscher Jurist und Politiker (CDU).

## Leben

### Beruflicher Werdegang
Alexander Warrikoff studierte Rechts- und Staatswissenschaften und schloss das Studium mit der Promotion zum Dr. Jur ab. Nach einem Auslandsaufenthalt als wissenschaftlicher Assistent an der Georgetown Law School in Washington trat er 1961 in die Firma Nukem ein. 1969 wurde er Geschäftsführer der Reaktor-Brennelement-Union (RBU) GmbH Hanau und im Jahre 1975 Geschäftsführers bei der Plutoniumfirma Alkem.
Angeklagt, diesen Betrieb ohne atomrechtliche Genehmigung zu führen, wurde er freigesprochen.
Nach seinem Ausscheiden aus dem Bundestag arbeitete er als Rechtsanwalt.

### Politik
Alexander Warrikoff trat 1974 der CDU bei. Zwischen 1977 und 1983 war er Fraktionsvorsitzender der CDU in der Gemeindevertretung von Limeshain.
Alexander Warrikoff war von 1983 bis 1994 Mitglied im Deutschen Bundestag. Er wurde dabei im hessischen Bundestagswahlkreis Odenwald stets direkt gewählt.

## Werke
- Politiker besser als ihr Ruf : Argumente gegen den Zeitgeist, 1995, ISBN 3-929409-33-X
- Mitbestimmungsrecht im Konzern, 1959, Dissertation